# كريستين أوكونور
كريستين أوكونور (بالإنجليزية: Kristen O'Connor)‏ هي مغنية أمريكية، ولدت في 19 أبريل 1989 في سيباستيان في الولايات المتحدة.